# Mihály Víg

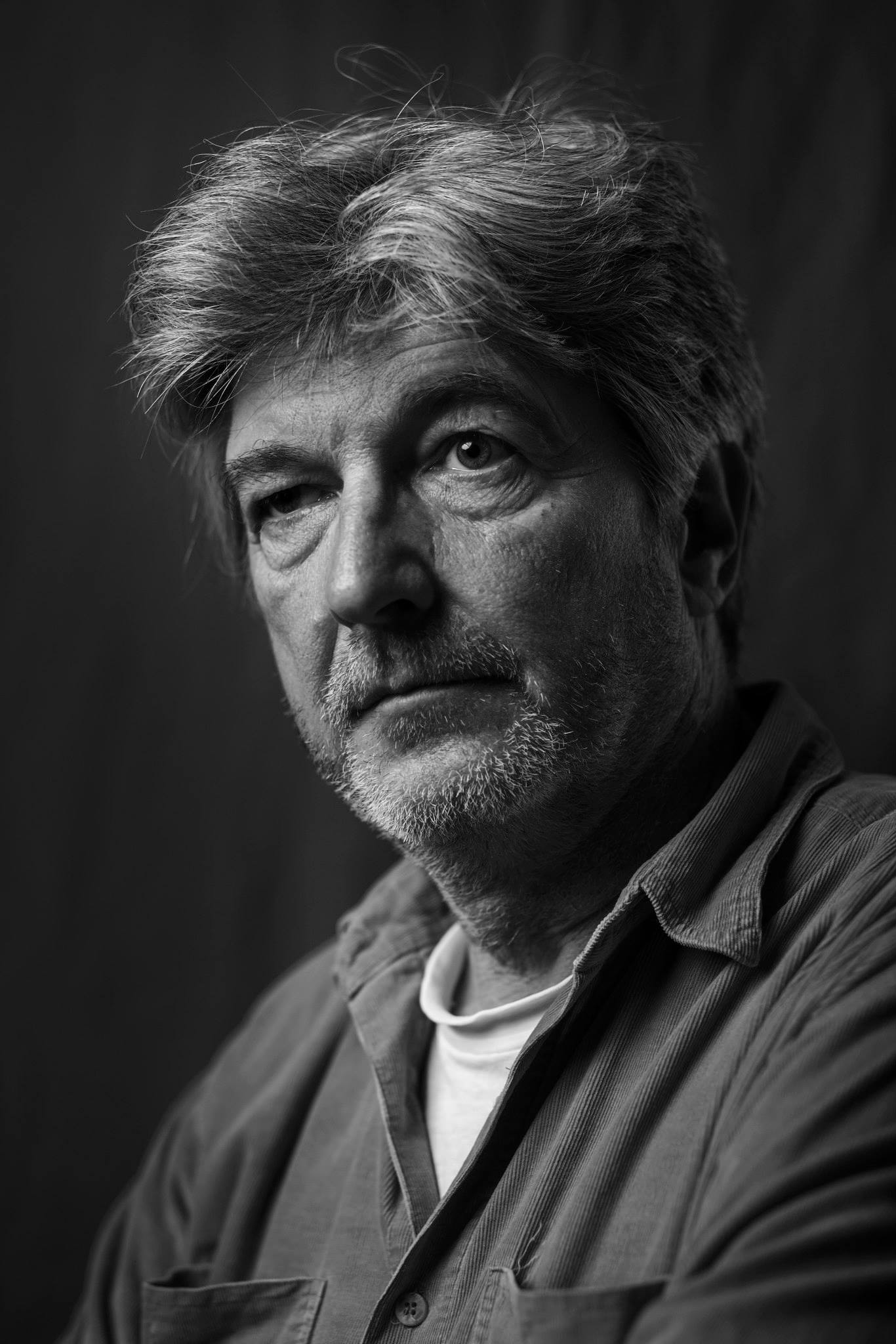
Mihály Víg

Mihály Víg (Boedapest, 21 september 1957) is een Hongaars componist, dichter en acteur. Samen met de door hem opgerichte bands Trabant (1982-1985) en Balaton (1979-heden) was hij verantwoordelijk voor de filmmuziek van meerdere films van Béla Tarr. Zo verzorgde hij de muziek voor onder meer Sátántangó en A torinói ló, waarbij laatstgenoemde werd genomineerd in de categorie beste filmmuziek tijdens de 24e Europese Filmprijzen. Tevens was hij als acteur te zien in de film Sátántangó, waar hij de hoofdrol op zich nam.

## Discografie
- Balaton: Balaton 1985. 04. 27 (1985)
- Balaton: Balaton II (1992)
- Balaton: A fény közepe a sötétség kapujában (1996)
- Cigánydalok (1999)
- Filmzenék Tarr Béla filmjeihez (2001)

## Filmografie

### Filmmuziek
- Eszkimó asszony fázik (1984)
- Őszi almanach (1984)
- Kárhozat (1988)
- Rocktérítő (1988)
- Az utolsó hajó (1990)
- Sátántangó (1994)
- Utazás az Alföldön (1995)
- Werckmeister harmóniák (2000)
- A londoni férfi (2007)
- Saját halál (2008)
- A torinói ló (2011)

### Acteur
- Eszkimó asszony fázik  (1984)
- Utolsó hajó (1990)
- Sátántangó (1994)
- Utazás az Alföldön (1995)
- Tiszta lap (2002)
- Egyetleneim (2006)